# Kontinentální pohár v atletice

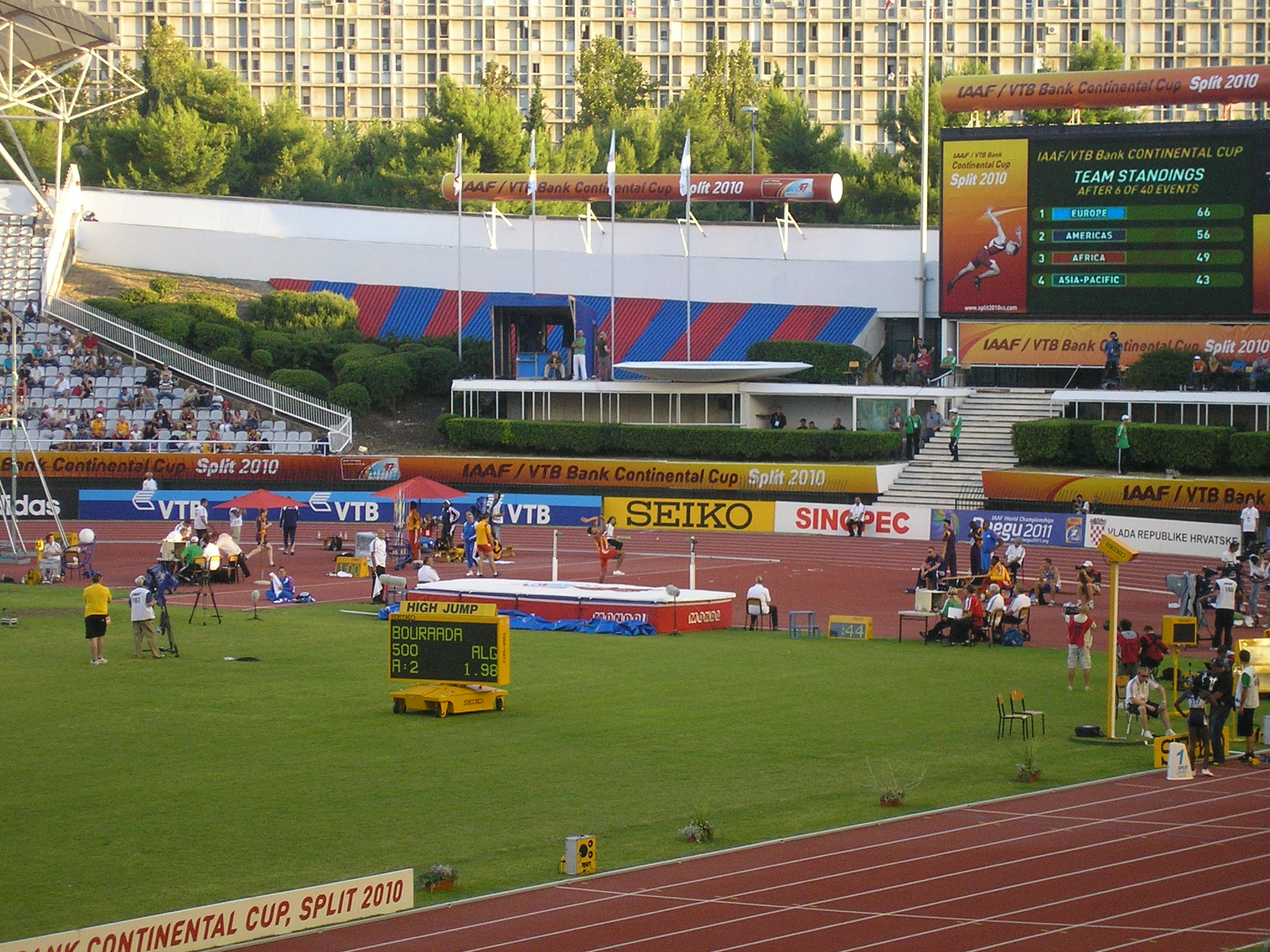
skok vysoký muži a průběžné pořadí kontinentů na tabuli ve Splitu 2010

Kontinentální pohár v atletice (oficiálně: IAAF Continental Cup) je mezinárodní atletický šampionát, který je pořádán federací IAAF nepravidelně od roku 1977. Od svého založení až do roku 2008 nesl název Světový pohár.
Formát tohoto šampionátu je atypický, jedná se o týmovou soutěž, kde proti sobě soutěží atletické týmy Evropy, Ameriky, Afriky a Asie + Oceánie. V každé disciplíně se představí 2 ženy a 2 muži za každý tým.

## Přehled šampionátů
| N°  | Ročník | Město        | Země           | Datum konání               | Místo konání                          |
| --- | ------ | ------------ | -------------- | -------------------------- | ------------------------------------- |
| 1.  | 1977   | Düsseldorf   | NSR            | 2. září – 4. září 1977     | Rheinstadion                          |
| 2.  | 1979   | Montreal     | Kanada         | 24. srpen – 26. srpen 1979 | Olympijský stadion                    |
| 3.  | 1981   | Řím          | Itálie         | 4. září – 6. září 1981     | Stadio Olimpico                       |
| 4.  | 1985   | Canberra     | Austrálie      | 4. říjen – 6. říjen 1985   | Canberra Stadium                      |
| 5.  | 1989   | Barcelona    | Španělsko      | 8. září – 10. září 1989    | Montjuïc Stadion                      |
| 6.  | 1992   | Havana       | Kuba           | 25. září – 27. září 1992   | Panamerikanisches Stadion             |
| 7.  | 1994   | Londýn       | Velká Británie | 9. září – 11. září 1994    | Crystal Palace                        |
| 8.  | 1998   | Johannesburg | JAR            | 11. září – 13. září 1998   | Johannesburg Stadion                  |
| 9.  | 2002   | Madrid       | Španělsko      | 20. září – 21. září 2002   | Estadio La Peineta                    |
| 10. | 2006   | Athény       | Řecko          | 16. září – 17. září 2006   | Olympijský stadion                    |
| 11. | 2010   | Split        | Chorvatsko     | 4. září – 5. září 2010     | Stadion Poljud                        |
| 12. | 2014   | Marrákeš     | Maroko         | 13. září – 14. září 2014   | Stade de Marrakech                    |
| 13. | 2018   | Ostrava      | Česko          | 8. září – 9. září 2018     | Městský stadion v Ostravě-Vítkovicích |